# Eduard Uspienski
Eduard Nikołajewicz Uspienski (ros. Эдуа́рд Никола́евич Успе́нский, ur. 22 grudnia 1937 w Jegorjewsku, zm. 14 sierpnia 2018 w Moskwie) – radziecki i rosyjski pisarz. Autor książek dla dzieci, twórca postaci Kiwaczka.
Zyskał sławę jako autor książek dla dzieci: Krokodyl Giena i przyjaciele (1966), Podróż zaczarowaną rzeką (1972). Wielką sławę przyniosły mu także utwory napisane wspólnie z Romanem Kaczanowem: Kiwaczek i przyjaciele (1970), Spadek Bachrama, Krokodyl Giena na urlopie (1974) i inne. Eduard Uspienski pisał dla stacji radiowych: „Radioniania” i „ABWGDiejka”. Jego utwory zostały przetłumaczone na ponad 25 języków, a książki wydawane były m.in. w Finlandii, Holandii, Francji, Japonii i USA. Znaczna część jego utworów ukazała się w radzieckiej telewizji w formie dobranocek takich jak: Krokodyl Giena, Szapoklak czy Kiwaczek idzie do szkoły.
W 2015 otrzymał Nagrodę im. Lwa Kopielewa za walkę o pokój i prawa człowieka.
Pochowany na Cmentarzu Trojekurowskim w Moskwie.